# Blaise François Pagan
Blaise François Pagan, greve de Merveilles, född 1603, död 18 november 1665, var en fransk militäringenjör.
Pagan var Sébastien Le Prestre de Vaubans föregångare i utvecklingen av bastionsystemet, som han förbättrade genom att göra utstakningen från den yttre grundlinjen, dra flankerna vinkelrätt mot stryklinjerna, bestämma dessas längd av gevärets skottvidd och framför tenaljen lägga en fleschformig ravelin.

## Fotnoter
1. 1 2  CERL Thesaurus, Consortium of European Research Libraries, CERL: cnp00059063, läst: 9 oktober 2017.[källa från Wikidata]